# 광고 맹목
광고 맹목(Ad blindness)이란 방문자가 웹페이지를 방문했을 때 웹페이지에 들어간 광고를 인식하지 못한 상태를 일컫는다. 다시 말해, 웹페이지에 들어간 광고를 의식적으로 혹은 무의식적으로 알지 못하는 것을 말한다. 방문자가 광고가 자신과 관계없기 때문에, 퍼블리셔가 웹페이지를 평범하게 디자인하였기 때문에, 혹은 방문자가 웹페이지의 얼개(layout)와 친숙하기 때문에 이런 현상이 발생할 수 있다. 요컨데, 뉴스 포털이나 게시판, 블로그 등과 같이 사람들이 매우 빈번히 재방문하는 웹사이트가 당면하는 행동과학적 문제라 할 수 있다.
1990년대 중반, 인터넷이 광고의 한 미디어로 쓰이기 시작하던 초창기에는, 인터넷 광고의 전달(delivery)은 그다지 인텔리전트한 프로세스는 아니었다. 게다가, 인터넷 광고에는 평범한 광고 기법만이 사용되었다. 이 때부터, 인터넷 사용자들의 광고 맹목 현상이 시작된 것으로 추정되고 있다. 하지만, 세월이 흘러, 기술적으로 진전이 있었으며, 인터넷 상의 사용자 행동에 관한 사회학적 연구 데이터가 쌓여 나감에 따라, 광고의 표적화(targeting) 기법이 날로 지능화되고는 있다. 오늘날, 광고 맹목의 주요 원인은 자주 방분하는 웹페이지 레이아웃에 너무 친숙해진 것이라 말할 수 있다.

## 같이 보기
- 배너 맹목